# Brian Gubby
Brian Gubby (Epsom, 17 aprile 1934) è un ex pilota automobilistico britannico.
Si iscrisse al Gran Premio di Gran Bretagna 1965 fallendo la qualificazione con una Lotus 24.

Successivamente prese parte ad alcune gare di Formula 1 non valide per il campionato.

## Risultati in Formula 1
| 1965 | Scuderia       | Vettura  |  |  |  |  |    |  |  |  |  |  |  | Punti | Pos. |
| ---- | -------------- | -------- |  |  |  |  | -- |  |  |  |  |  |  | ----- | ---- |
| 1965 | Pilota privato | Lotus 24 |  |  |  |  | NQ |  |  |  |  |  |  | 0     |      |

| Legenda | 1º posto     | 2º posto | 3º posto    | A punti         | Senza punti/Non class.  | Grassetto – Pole position Corsivo – Giro più veloce |
| Legenda | Squalificato | Ritirato | Non partito | Non qualificato | Solo prove/Terzo pilota | Grassetto – Pole position Corsivo – Giro più veloce |